# تربية الماشية بدقة
الزراعة الدقيقة للثروة الحيوانية (Precision Livestock Farming) اختصاراً (PLF) تمثل تحولاً تقنياً في الثروة الحيوانية باستخدام أدوات وأساليب متقدمة. تتيح مراقبة دقيقة وآلية للحيوانات بما يحسن إنتاجها وتكاثرها وصحتها ورفاهيتها، ويقلل تأثيرها البيئي. تركز PLF على مراقبة الأبقار فردياً، بينما تُدار الدواجن كمجموعة واحدة والتي يطلق عليها "قطعان" أو "flocks" باللغة الانجليزية، حيث يُعتبر القطيع وحدة أساسية في إدارة الدجاج اللاحم والذي يمكن تتبعه باعتباره مجموعة واحدة.
تتضمن تقنيات PLF الكاميرات والميكروفونات وأجهزة استشعار أخرى لغرض تتبع الثروة الحيوانية، بالإضافة إلى برمجيات الحاسوب المرافقة. يمكن أن تكون البيانات المسجلة كمية أو نوعية، و/أو قد تكون مرتبطة بمعالجة قضايا الاستدامة.